# Skolgrammatik
Skolgrammatik eller traditionell grammatik är en ursprungligen västerländsk tradition för språkbeskrivning som vuxit fram sedan antiken. Denna tradition har skapat den begreppsapparat som den språkintresserade allmänheten är bekant med, och som fortfarande används i praktiska språkstudier, fastän akademiska forskare i modern tid tagit fram nya teoretiska modeller för grammatik.

## Historisk utveckling
Under antiken skrevs grammatiska verk som grundades på att författarna urskiljde ordklasser och ordens böjningsändelser; tidig grammatik var alltså huvudsakligen en beskrivning av morfologi. I antiken skapades begrepp som verb, pronomen, kasus och tempus. Under medeltiden tillämpades denna grammatik huvudsakligen på det döda latinska språket, som var västerlandets språk för vetenskap, undervisning och offentliga och internationella texter.
Från slutet av medeltiden och under nya tiden tillämpades grammatiken även på de levande europeiska språken. Under nya tiden nådde grammatiker fram till en fundamental insikt: skillnaden mellan ordklass och satsdel, alltså skillnaden mellan kategori och funktion. Till den antika morfologin (ordklasser och ordböjning) lades i nyare tid således teori om syntax (satslära, meningsbyggnadslära).
Skillnaden mellan den antika och den nyare analysen kan illustreras med två meningar på latin och ett modernt språk, svenska:
1. Jesus kom. – Jesus venit.
2. Pilatus piskade Jesus. – Pilatus Jesum flagellavit.

I den första meningen är Jesus satsdelen subjekt; i den andra är Jesus/Jesum satsdelen objekt. I latin visades ords funktion oftare med ändelser: man kan se på ändelsen huruvida Jesus och Jesum är subjekt eller objekt. Syntaktisk analys blev eftersatt i medeltida grammatik. Nyare skolgrammatik ger mer utrymme åt syntax, vilket är nödvändigt för att beskriva moderna språk med få ordböjningar som engelska och standardsvenska. Under senare decennier har dessutom frasläran gjort insteg i skolgrammatiken. Ett exempel på en grammatik som är traditionell och lättläst men ändå omfattar nyare frasteori är Svenska Akademiens språklära.
Traditionell grammatik efter medeltiden gjorde framsteg, men moderna lingvister har försökt utveckla mer avancerade beskrivningar av grammatik, både för forskningens frontlinje och för praktiskt bruk. Skolgrammatiken överlever dock segt. Den tar upp en del av den moderna grammatiken, och infogar den i det traditionella systemet. Genom att blanda morfologiska, syntaktiska och semantiska infallsvinklar blir skolgrammatiken anpassningsbar och praktiskt användbar, och skolgrammatiken har utvecklat en terminologi, ett metaspråk, som alla språkintresserade kan använda.
I andra delar av världen finns lika gamla eller äldre grammatiska traditioner som i västerlandet, men dessa blev sent kända i väst och har inte påverkat skolgrammatiken.

## Följdverkningar
Skolgrammatikens starka ställning ger upphov till en skillnad mellan å ena sidan språkundervisning, och å andra sidan andra skolämnen som till exempel matematik och fysik. I matematik och fysik lär sig studenter fakta och modeller som visserligen är förenklade men ändå har en motsvarighet i avancerad vetenskap (till exempel att en vattenmolekyl består av två väteatomer och en syreatom). I skolgrammatik däremot lär sig studenter modeller som de måste ompröva om de studerar avancerad grammatik. Ett exempel är att språklärare utan problematisering lär ut att adverb är en ordklass, vilket är omstritt.